# Дочка (фильм, 2016)
«Дочка» (перс. دختر‎دختر, Dokhtar) — иранский драматический фильм, снятый Резой Миркарими. Фильм рассказывает о девушке Сетарех, которая вместо празднования помолвки младшей сестры летит в Тегеран провожать лучшую подругу, которая навсегда покидает страну, чем вызывает гнев отца.

## В ролях
- Фархад Аслане
- Мерила Зареи
- Махур Алванд
- Хедая Хашеми
- Горбан Наджафе
- Шахрок Форутанян

## Признание
Московский международный кинофестиваль 2016
- Главный приз «Золотой Георгий»
- Приз Федерации киноклубов России

47-й Индийский международный кинофестиваль, 2016
- Главный приз за лучший фильм «Золотой павлин»[2]